# Koffein
Koffein (eller coffein) er et organisk stof der findes naturligt i kaffe, te, cola (kolanødder) og, i mindre mængder, i kakao.
Kemisk set er det et xanthin alkaloid og dermed en purinbase. Puriner kendes som byggeelementer i RNA og DNA, hvor de findes som nukleotiderne adenin og guanin. Stoffets systematiske navn er 1,3,7-trimetylxantin, og sumformlen er C8H10N4O2. Stoffets molvægt er 194,2 g/mol og det har et smeltepunkt på 236°C.

## Koffein i naturen

### Naturlige forekomster
Koffein er det væsentligste, aktive stof i kaffe. Ud over indholdet i kaffebønner findes koffein også i flere end 60 andre planter, f.eks. i kolanødder, hvor det oprindeligt blev kaldt kolatin, og i te, hvor det oprindeligt fik navnet tein. Først da den kemiske struktur af molekylerne blev bestemt blev man klar over at det var det samme stof. Koffein er tæt beslægtet med theofyllin, der gives som astmamedicin, og med theobromin, der findes i kakaobønner. Koffein kan fås i tabletform, og i videnskabeligt kontrollerede placeboforsøg har det vist sig, at man foretrækker koffeintabletterne frem for placebotabletterne. Koffeinets virkning er altså ægte og kan registreres af den, som indtager stoffet.
Efter bestemmelse af genomer kan forskere fastslå at kaffeplanten og kakaoplanten producerer koffein på to forskellige måder og kan dermed fastslå at de to planter ikke er evolutionært beslægtede, men at der er tale om parallel evolution.

### Indholdet i fødemidler
- Én kop kaffe indeholder omtrent 50 til 150 mg koffein.
- I chokolade findes koffein sammen med theobromin og andre opkvikkende stoffer.
- Cola er tilsat syntetisk fremstillet koffein, 110-130 mg/l.
- En dåse Energidrik på 250 ml indeholder 80 mg koffein svarende til 320 mg/l.[2]

## Koffeins væsentligste virkninger

### Oversigt
- Øger blodtrykket
- Øger pulsen
- Udvider bronkierne
- Virker opkvikkende på centralnervesystemet
- Virker urindrivende
- Øger tarmens peristaltik

Koffein (engelsk: caffeine) er en opkvikkende bestanddel af nydelsesmidler som kaffe, te, cola og chokolade. Koffein regnes for at være et nydelsesmiddel. WHO anser ikke stoffet for at være vanedannende. Selv ved mangeårig brug har man indtil nu ikke kunnet konstatere entydige sundhedsskader. Der kan dog ses visse former for psykisk tilvænning hos regelmæssige brugere, særligt kaffedrikkere, men her kan både smag og duft godt spille en væsentlig rolle sammen med de sociale omgangsformer i forbindelse med indtagelse af kaffe.
Koffein står på IOCs dopingliste, men grænseværdierne er så høje, at sportsudøvere roligt kan drikke kaffe til deres morgenmad. Det blev fra 2004 fjernet fra WADA's liste over forbudte stoffer, da der ikke var sikre studier, som viser, at koffein i større doser har en præstationsfremmende effekt.
LD50 er 360 mg/kg ved indtagelse gennem munden. Det svarer til ca. 3½ kop kaffe pr. kg legemsvægt, altså ca. 70 liter for en person på 100 kg. 
 LD50 angiver Lethal Dose, altså dødelig dosis for 50% af populationen i et hold rotter. Bemærk at fx LD10 (den dose hvorved 10% afgår ved døden) sagtens kan være uproportionelt meget lavere.

### Fysiologiske virkninger
Koffeinets opkvikkende virkning stammer i første række fra, at det binder sig til adenosinreceptorerne i hjernen. Forsøg med knockoutmus har vist, at opkvikningen virker gennem adenosin-2A receptor-undertypen, mens adenosin-1 receptoren ikke på samme måde bliver påvirket. Den dæmpning af impulsgennemgangen, som kroppens eget adenosin skulle have fremkaldt, finder altså ikke sted, og det opleves som øget friskhed.
Desuden bindes koffein til de såkaldte ryanodinreceptorer i det sarkoplasmatiske retikulum, hvad der fremkalder en frigivelse af calcium til blodbanen fra depoter i cellemellemrummene.
Koffeinets afstressende virkning er frembragt af det endocannabinoide system via CB1-receptoren og er impliceret i de psykoaktive egenskaber af koffein og i evnen af koffein til at reducere de patologiske konsekvenser af stress. Eksperimentelle resultater viste, at kronisk koffein-forbrug øger følsomheden af striatale GABAerge synapser til stimulering af cannabinoid CB1-receptorer.
Det endocannabinoide system er involveret i de psykoaktive virkninger af mange forbindelser, og adenosin A2A-receptorer, det væsentligste receptor-mål af koffein, fremkalder en eftergivende virkning i retning af CB1-receptorer, hvilket antyder, at A2A-CB1-receptor-interaktion spiller en stor rolle i dannelse og vedligeholdelse af koffein-bestyrkende adfærd.